# پف پیتزا

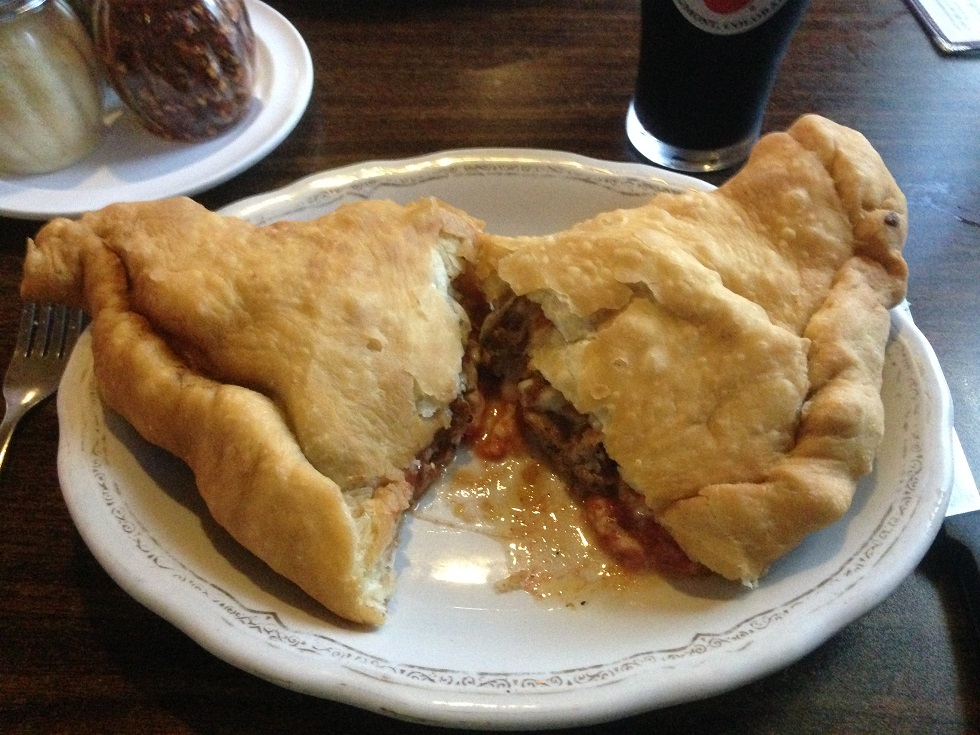
یک پف پیتزای تهیه‌شده در رستوران

پف پیتزا (به انگلیسی: Pizza puff) نوعی خمیر سرخ‌شده حاوی پنیر، سس گوجه فرنگی و سایر مواد مورد استفاده درپیتزا مانند سوسیس یا پپرونی است. پف پیتزا که بومی شیکاگو است در بسیاری از رستوران‌های معمولی تهیه می‌شود.